# Il meglio di Fabrizio Moro - Grandi successi
Il meglio di Fabrizio Moro - Grandi successi è la prima raccolta di Fabrizio Moro, pubblicata il 20 maggio 2016 dalla Nar International.
La raccolta esce solo in formato download digitale ed è composta da 30 tracce derivanti dagli album Fabrizio Moro, Pensa, Domani e Ancora Barabba.

## Tracce
Testi e musiche di Fabrizio Moro.
1. Pensa – 3:44 – 2007
2. Libero – 3:12 – 2008
3. Parole rumori e giorni – 3:27 – 2007
4. Non importa – 3:11 – 2008
5. Un pezzettino – 3:29 – 2010
6. Barabba – 3:58 – 2009
7. Non gradisco – 3:27 – 2010
8. Non è la stessa cosa – 4:04 – 2007
9. Sembra impossibile – 3:40 – 2008
10. Desiderare – 3:30 – 2010
11. Per tutta un'altra destinazione – 3:47 – 1996
12. Questa è benzina – 3:47 – 2007
13. Sangue nelle vene – 3:43 – 2009
14. Gastrite – 3:19 – 2008
15. Il momento giusto – 4:00 – 2009
16. Eppure mi hai cambiato la vita – 3:26 – 2008
17. Il senso di ogni cosa – 4:10 – 2009
18. Ti amo anche se sei di Milano – 3:33 – 2007
19. Il peggio è passato – 4:48 – 2009
20. Fammi sentire la voce – 3:27 – 2007
21. Un'altra canzone per noi – 4:31 – 2008
22. Melodia di giugno – 3:47 – 2009
23. 21 anni – 3:45 – 2007
24. Un giorno senza fine – 3:54 – 2000
25. Domani – 3:17 – 2008
26. Non è una canzone – 3:09 – 2010
27. Romantica (se ti va) – 4:11 – 2000
28. È solo amore – 4:31 – 2008
29. La complicità – 4:20 – 2007
30. Svegliati – 3:51 – 2008